# Емануель Інсуа
Емануель Інсуа (ісп. Emanuel Insúa, нар. 10 квітня 1991, Буенос-Айрес) — аргентинський футболіст, захисник клубу «Велес Сарсфілд».

## Ігрова кар'єра
Народився 10 квітня 1991 року в місті Буенос-Айрес. Вихованець футбольної школи клубу «Бока Хуніорс». Зіграв свій дебютний матч за першу команду 25 квітня 2012 року, вийшовши на заміну наприкінці виїзної нічиї (1:1) проти «Олімпо» у Кубку Аргентини. 20 травня Інсуа зіграв свій дебютний матч у аргентинській Прімері, перемігши на виїзді «Расінг» (Авельянеда).
У липні 2012 року він був відданий в оренду команді «Годой-Крус», за яку зіграв у 33 матчах чемпіонату і 19 серпня забив свій перший гол за новий клуб, відзначившись у воротах клубу «Атлетіко Рафаела» (2:0).
Інсуа повернувся в «Боку» в червні 2013 року і став частіше з'явився в основному складі. Провівши в цілому 37 матчів і 2 забивши голи в чемпіонаті, а також зіграв 3 матчі в Копа Судамерикана.
У січні 2015 року перейшов до іспанської «Гранади», сума трансферу склала 2,5 мільйона євро. Дебютував за новий клуб 25 січня у матчі Ла Ліги, відігравши усі 90 хвилин проти «Депортіво» (2:2). Загалом до кінця сезону зіграв у 12 іграх за клуб, після чого у серпні перейшов до складу іншого клубу, що належав Джампаоло Поццо, «Удінезе». Втім за фріульців Інсуа до кінця року зіграв лише один раз, 2 грудня 2015 року проти «Аталанти» (3:1) у Кубку Італії.
У січні 2016 року він повернувся в Аргентину, перейшовши на правах оренди в «Ньюеллс Олд Бойз», за який до кінця сезону провів 15 ігор і 2 забив голи, після чого у сезоні 2016/17 грав в оренді за інший місцевий клуб «Расінг» (Авельянеда), відігравши 14 матчів і забивши один гол.
23 серпня 2017 року підписав трирічний контракт з грецьким «Панатінаїкосом», де спочатку був дублером Нікласа Гульта, а після того як на початку 2018 року швед покинув команду Інсуа став основним лівим захисником «зелених». Загалом Інсуа відіграв за клуб з Афін три сезони своєї ігрової кар'єри, зігравши у 60 іграх Суперліги.
13 серпня 2020 року Інсуа підписав трирічний контракт з АЕКом. Станом на 6 жовтня 2020 року відіграв за афінський клуб 1 матч в національному чемпіонаті.

## Особисте життя
Старший брат Емануеля, Еміліано Інсуа, також став футболістом і грав у складі збірної Аргентини.